# Exclusive (Chris Brown)
Exclusive è il secondo album del cantante statunitense Chris Brown. L'album era stato originariamente previsto per il 28 agosto 2007, in seguito posticipato al 30 ottobre 2007, ed infine pubblicato il 6 novembre 2007.
L'album ebbe un notevole successo, raggiungendo la posizione numero 4 della classifica Billboard 200 al suo debutto e vendendo 295,000 copie solo nella prima settimana. Dall'album sono stati estratti tre singoli entrati nella top 5 della Billboard Hot 100. Exclusive è stato ripubblicato nel 2008 in una nuova edizione a doppio disco, contenente un DVD con video, esibizioni live e materiale del backstage.

## Tracce
1. Throwed – 3:01 (Christopher Brown, Bryan-Michael Cox, Donnie Scantz, Kendrick Dean, Adonis Shropshire)
2. Kiss Kiss (feat. T-Pain) – 4:10 (Christopher Brown, T-Pain)
3. Take You Down – 4:05 (Christopher Brown, Harvey Mason Jr, Damon Thomas, Steve Russell, James Fauntleroy II, Lamar Edwards)
4. With You – 4:12 (Johntá Austin, Mikkel S. Eriksen, Tor E. Hermansen, Espen Lind, Amund Bjørklund)
5. Picture Perfect (feat. will.i.am) – 4:12 (Christopher Brown, William Adams, Keith Hariss, Ralph Carmichael)
6. Hold Up (feat. Big Boi) – 3:48 (Andre Harris, Vidal Davis, Jamal Harris, Ryan Toby, Sammie, Antwan Patton)
7. You – 3:22 (Carlos McKinney, Terius Nash)
8. Damage – 4:16 (Christopher Brown, D. Nunez, O. Morris)
9. Wall to Wall – 3:43 (Sean Garrett, Walter Scott)
10. Help Me – 3:17 (Harvey Mason Jr, Damon Thomas, Steve Russell, James Fauntleroy II, Rob Knox)
11. I Wanna Be – 3:46 (D. Nunez, O. Morris, Tank)
12. Gimme Whatcha Got (feat. Lil Wayne) – 3:48 (Christopher Brown, Phalon Alexander, Terius Nash, Corey Williams, Dwayne Carter)
13. I'll Call Ya – 3:53 (Sean Garrett, Kasseem Dean)
14. Lottery – 3:41 (Harvey Mason Jr, Damon Thomas, James Fauntleroy II, Rob Knox)

Bonus tracks
1. Nice (feat. The Game) – 4:32 (Christopher Brown, Jayceon Taylor)
2. Down (feat. Kanye West) – 4:17 (Christopher Brown, Kanye West, Andre Merritt)

Japanese Edition bonus tracks
1. Get at Ya – 3:18 (Christopher Brown)
2. Nice (feat. The Game) – 4:32 (Christopher Brown, Jayceon Taylor)
3. Down (feat. Kanye West) – 4:17 (Christopher Brown, Kanye West, Andre Merritt)

Deluxe Edition bonus tracks
1. Get at Ya – 3:18 (Christopher Brown)
2. Mama – 4:24 (Christoph Brown, Eric Hudson)
3. Fallen Angel – 5:34 (Christopher Brown, Donnie Scantz, Kendrick Dean, Adonis Shropshire, Brian Kennedy)

Limited Edition DVD
1. Journey to Sudafrica – 15:00
2. Behind the Scenes of Wall to Wall – 15:00
3. Wall to Wall (video) – 5:20
4. Behind the Scenes of Kiss Kiss – 12:37
5. Kiss Kiss (video) – 4:25

### Exclusive: The Forever Edition
1. Forever – 4:39 (Christopher Brown, Rob Allen, Andre Merritt)
2. Superhuman (feat. Keri Hilson) – 3:38 (James Fauntleroy II)
3. Heart Ain't a Brain – 3:41 (Harvey Mason Jr., Damon Thomas, James Fauntleroy II, Antwoine Collins)
4. Picture Perfect (feat. Hurricane Chris & Bow Wow) (Remix) – 4:12 (Christopher Brown, William Adams Jr., Keith Harris, Ralph Carmichael, Tank, Shad Moss, Christopher Dooley Jr.)

UK Edition
1. Fallen Angel – 5:34 (Christopher Brown, Donnie Scantz, Kendrick Dean, Adonis Shropshire, Brian Kennedy)
2. Forever – 4:39 (Christopher Brown, Rob Allen, Andre Merritt)
3. Superhuman (feat. Keri Hilson) – 3:38 (James Fauntleroy II)
4. Heart Ain't a Brain – 3:41 (Harvey Mason Jr., Damon Thomas, James Fauntleroy II, Antwoine Collins)

## Classifiche

### Classifiche settimanali
| Classifica (2007-08) | Posizione massima |
| -------------------- | ----------------- |
| Australia            | 5                 |
| Belgio (Fiandre)     | 23                |
| Belgio (Vallonia)    | 29                |
| Canada               | 16                |
| Danimarca            | 20                |
| Francia              | 53                |
| Germania             | 91                |
| Irlanda              | 2                 |
| Nuova Zelanda        | 3                 |
| Paesi Bassi          | 68                |
| Regno Unito          | 3                 |
| Stati Uniti          | 4                 |
| Svezia               | 42                |
| Svizzera             | 28                |

### Classifiche di fine anno
| Classifica (2007) | Posizione |
| ----------------- | --------- |
| Stati Uniti       | 175       |
| Classifica (2008) | Posizione |
| Australia         | 7         |
| Belgio (Fiandre)  | 93        |
| Nuova Zelanda     | 13        |
| Regno Unito       | 32        |
| Stati Uniti       | 13        |